# قائمة الانتخابات في 2025
قائمة الانتخابات في 2025- تمثل هذه القائمة الانتخابات، التي ستُعقد، أو من الممكن أن تُعقد في عام 2025م.
- انتخابات مجلس الأمن التابع للأمم المتحدة لعام 2025
- التقويم الانتخابي الوطني لعام 2025
- تقويم الانتخابات المحلية لعام 2025

## أفريقيا
- بوروندي
  - الانتخابات البرلمانية البوروندية 2025.
- الكاميرون
  - الانتخابات الرئاسية الكاميرونية 2025.
  - الانتخابات البرلمانية الكاميرونية 2025.
- جمهورية أفريقيا الوسطى
  - الانتخابات العامة في أفريقيا الوسطى 2025، ديسمبر.
- جزر القمر
  - الانتخابات البرلمانية القمرية 2025.
- مصر
  - الانتخابات البرلمانية المصرية 2025.
- الغابون
  - الانتخابات العامة في الجابون 2025، أغسطس.
- كوت ديفوار
  - الانتخابات الرئاسية الإيفوارية 2025، أكتوبر.
- مالاوي
  - الانتخابات العامة في مالاوي 2025، سبتمبر.
- النيجر
  - الانتخابات العامة في النيجر 2025.
- سيشل
  - الانتخابات العامة في سيشل 2025، 27 سبتمبر.
- تنزانيا
  - الانتخابات العامة التنزانية 2025، أكتوبر.
- توجو
  - الانتخابات الرئاسية التوغولية 2025.

## الأمريكتين
- الأرجنتين
  - الانتخابات التشريعية الأرجنتينية 2025، 26 أكتوبر.
  - الانتخابات الإقليمية الأرجنتينية 2025.
- بليز
  - الانتخابات العامة في بليز 2025.
- بوليفيا
  - الانتخابات العامة البوليفية 2025، 17 أغسطس.
- كندا
  - الانتخابات الفيدرالية الكندية 2025، يجب أن تُعقد بحلول 20 أكتوبر.
  - الانتخابات العامة في يوكون 2025، 3 نوفمبر.
  - الانتخابات العامة في نيوفاوندلاند ولابرادور 2025، 24 نوفمبر.
- تشيلي
  - الانتخابات العامة في تشيلي 2025، 23 نوفمبر (الجولة الأولى)، و21 ديسمبر 2025 (جولة ثانية محتملة).
- الاكوادور
  - الانتخابات العامة الإكوادورية 2025، 9 فبراير (الجولة الأولى)، و13 أبريل 2025 (جولة ثانية محتملة).
- غيانا
  - الانتخابات العامة في غيانا 2025.
- هندوراس
  - الانتخابات العامة في هندوراس 2025.
- جامايكا
  - الانتخابات العامة الجاميكية 2025م
- سانت فينسنت والغرينادين
  - الانتخابات العامة في فينيسينتيا 2025، نوفمبر.
- سورينام
  - الانتخابات العامة السورينامية 2025، مايو.
- ترينيداد وتوباغو
  - الانتخابات العامة في ترينداد وتوباجو.
- الولايات المتحدة
  - انتخابات الولايات المتحدة 2025، 4 نوفمبر.
    - انتخابات حاكم الولايات المتحدة الأمريكية 2025.
    - الانتخابات التشريعية للولايات المتحدة الأمريكية 2025.
- أوروجواي
  - الانتخابات البلدية في أوروجواي 2025، مايو.
- فنزويلا
  - الانتخابات البرلمانية الفنزويلية 2025.
  - الانتخابات الإقليمية الفنزويلية 2025.
- جرينلاند
  - الانتخابات العامة الجرينلاندية 2025، 6 أبريل

## آسيا
- الهند
  - انتخابات 2025 في الهند.
    - انتخابات الجمعية التشريعية في دلهي 2025.
    - انتخابات الجمعية التشريعية في بيهار 2025.
- العراق
  - الانتخابات البرلمانية العراقية 2025.
- اليابان
  - انتخابات مجلس المستشاريين الياباني 2025.
  - انتخابات محافظة طوكيو 2025، يوليو.
- قرغيزستان
  - الانتخابات البرلمانية القرغيزية 2025.
- الفلبين
  - الانتخابات العامة الفلبينية 2025، 12 مايو.
    - انتخابات مجلس النواب الفلبيني 2025.
    - انتخابات مجلس الشيوخ الفلبيني 2025.
    - الانتخابات المحلية الفلبينية 2025.
- قطر
  - الانتخابات العامة القطرية 2025.
- سنغافورة
  - الانتخابات العامة السنغافورية 2025.
- طاجيكستان
  - الانتخابات البرلمانية الطاجيكية 2025.

## أوروبا
- ألبانيا
  - الانتخابات البرلمانية الألبانية 2025.
- النمسا
  - انتخابات ولاية بورغنلاند 2025.
  - انتخابات ولاية فيينا 2025.
- بيلاروسيا
  - الانتخابات الرئاسية البيلاروسية 2025، 26 يناير.
- كرواتيا
  - الانتخابات المحلية الكرواتية 2025، مايو.
- جمهورية التشيك
  - الانخابات البرلمانية التشيكية 2025.
- الدنمارك
  - الانتخابات المحلية الدنماركية 2025، 18 نوفمبر.
- استونيا
  - الانتخابات البلدية الإستونية 2025، أكتوبر.
- جورجيا
  - الانتخابات المحلية الجورجية 2025، أكتوبر.
- فنلندا
  - الانتخابات البلدية الفنلندية 2025، 13 أبريل.
- ألمانيا
  - انتخابات ولاية هامبورغ 2025.
  - الانتخابات الفيدرالية الألمانية 2025، 28 سبتمبر.
- ايرلندا
  - الانتخابات العامة الأيرلندية 2025.
  - الانتخابات الرئاسية الأيرلندية 2025، أكتوبر.
- ايطاليا
  - الانتخابات المحلية الإيطالية 2025، سبتمبر.
  - الانتخابات الإقليمية الإيطالية 2025، سبتمبر.
    - الانتخابات الإقليمية البوليفية 2025.
    - انتخابات إقليم كامبانية 2025.
    - انتخابات منطقة ماركي 2025.
    - الانتخابات الإقليمية التوسكانية 2025.
    - انتخابات منطقة فالدوستان 2025.
    - الانتخابات الإقليمية الفينيسية 2025.
- كوسوفو
  - الانخابات البرلمانية في كوسوفو 2025، 9 فبراير.
- لاتفيا
  - الانتخابات البلدية في لاتفيا 2025، يونيو.
    - انتخابات مجلس مدينة ريغا 2025.
- ليختنشتاين
  - الانتخابات العامة في ليختنشتاين 2025، 9 فبراير.
- مولدوفا
  - الانتخابات البرلمانية المولدوفية 2025.
- مقدونيا الشمالية
  - الانتخابات المحلية في شمال مقدونيا 2025.
- النرويج
  - الانتخابات البرلمانية النرويجية 2025، 8 سبتمبر.
- بولندا
  - الانتخابات الرئاسية البولندية 2025.
- البرتغال
  - الانتخابات المحلية البرتغالية 2025.
- روسيا
  - الانتخابات الروسية 2025، 14 سبتمبر.
- المملكة المتحدة
  - الانتخابات المحلية في المملكة المتحدة 2025، 1 مايو.

## أوقيانوسيا
- أستراليا
  - انتخابات ولاية غرب أستراليا 2025، 8 مارس.
  - الانتخابات الفيدرالية الأسترالية 2025.
- ميكرونيزيا
  - الانتخابات البرلمانية الميكرونزية 2025.
- ناورو
  - الانتخابات البرلمانية في ناورو 2025.
- نيوزيلندا
  - الانخابات المحلية في نيوزلندا 2025.
- تونغا
  - الانتخابات العامة في تونجا 2025.